# 蕭景先
蕭 景先（しょう けいせん、438年 - 487年）は、南朝斉の皇族。本貫は南蘭陵郡蘭陵県。

## 経歴
宋の始興王国中軍の蕭敬宗（蕭承之の弟の蕭爰之の子）の子として生まれた。もとの名は道先といった。海陵王国上軍将軍を初任とし、建陵県令に転じた。建康に召還されて新安王国侍郎となり、桂陽国右常侍に転じた。蕭道成が淮陰に駐屯すると、道先は本官のまま軍主の任を兼ねて蕭道成に従い、腹心の部下として仕えた。後軍行参軍・邛県県令・員外郎となった。蕭賾が広興国相となると、道先は蕭賾の下で寧朔府司馬をつとめた。元徽4年（476年）、蕭賾が鎮西長史となると、道先はその下で鎮西長流参軍となり、寧朔将軍の号を受けた。蕭賾に従って撫軍中兵参軍に転じ、まもなく諮議となった。昇明2年（478年）、蕭賾の下で征虜府司馬となり、新蔡郡太守を兼ねた。蕭道成の下で湓城に駐屯した。沈攸之の乱が鎮圧されると、建康に召還され、驍騎将軍の号を受けた。昇明3年（479年）、蕭賾が中軍大将軍となると、道先は撫軍中軍二府司馬をつとめ、左衛将軍を兼ねた。同年（建元元年）、斉が建国されると、道先は太子左衛率に転じ、新呉県伯に封じられた。蕭道成の諱に触れるのを避けるため、道先の名を景先と改めた。
持節・都督司州諸軍事・寧朔将軍・司州刺史として出向し、義陽郡太守を兼ねた。この年の冬、北魏の諸軍が淮水・泗水流域に進出してきた。義陽の謝天蓋が司州刺史を自称して北魏につき、景先が督府に報告すると、豫章王蕭嶷が中兵参軍の蕭恵朗に2000人を与えて景先を救援させた。蕭恵朗は山に拠って築城し、交通を遮断して、謝天蓋の党与を討った。北魏が南部尚書の頞跋を派遣して汝南に駐屯させ、洛州刺史の昌黎王馮熙を清丘に駐屯させた。景先は備えを厳重にして魏軍の進撃を待った。豫章王蕭嶷は寧朔将軍の王僧炳・前軍将軍の王応之・龍驤将軍の荘明に3000人を与えて義陽関の外に駐屯させ、景先の援軍とした。魏軍が退却すると、景先は輔国将軍の号を受けた。
建元4年（482年）、武帝（蕭賾）が即位すると、召還されて侍中となり、左軍将軍の号を受けた。まもなく領軍将軍を兼ねた。景先は武帝と旧交があり、特に親密であった。あるとき景陽楼に召し出されると、武帝と豫章王蕭嶷との3人で古い思い出を語り合った。永明元年（483年）、中領軍に任じられた。武帝が雉射ちの遊びのために郊外に出ると、景先は武装して従い、側近に控えた。まもなく爵位は侯に進んだ。本官のまま太子詹事を兼ねた。母が死去したため辞職して喪に服したが、喪が明けないうちに領軍将軍として再起を命じられた。征虜将軍・丹陽尹に転じた。
永明5年（487年）、桓天生が少数民族を率いて反乱を起こし、雍州の国境地帯で北魏につくと、景先は仮節を受けて司州の諸軍を率い、義陽におもむいた。景先は義陽の城北に軍を駐屯させた。軍中で病にかかり、まもなく死去した。享年は50。侍中・征北将軍・南徐州刺史の位を追贈された。諡は忠侯といった。
子の蕭毅は、太子舎人・太子洗馬・隨王友・永嘉郡太守・大司馬諮議参軍・南康郡太守・中書郎・撫軍司馬・北中郎司馬を歴任したが、明帝に疑われて、建武4年（497年）に殺害された。

## 伝記資料
- 『南斉書』巻38 列伝第19
- 『南史』巻41 列伝第31